# Lerkunst
|  | Denne artikel er oprettet af botten PalnaBot ud fra en ekstern database. Den kan derfor have sproglige fejl eller mangler. Denne skabelon kan fjernes efter kontrol af indholdet. |

Lerkunst er en film med ukendt instruktør.

## Handling
Lergraven. Transport af leret til værksted. Valsning og æltning. Formning af en kande på drejeskive. Hanken formes og påsættes. Begitning og dekorering. Glasur påhældes. Forskellige lervarer færdige til brænding.